# Aššur-nadin-šumi
Aššur-nadin-šumi was van 699-694 v.Chr. als vazalvorst en kroonprins van Assyrië koning van Babylonië.
Hij was de zoon van Sennacherib. Zijn vader trachtte Marduk-apla-iddina die zich rond Bit-Yakin in de moerassen van het Zeeland verscholen had te vatten en viel diens bondgenoten de Elamieten aan. Dezen gingen in de tegenaanval en namen Aššur-nadin-šumi bij Sippar gevangen. Hij werd waarschijnlijk naar Elam weggevoerd en aldaar gedood. Nadien zetten de Elamieten Nergal-ušēzib op de Babylonische troon. Het Ashmolean museum van Oxford bezit een fragment van een kudurru van hem.